# Will Davis (Radsportler)
William Alfred „Will“ Davis (* 28. Juli 1877 in Bristol, Vereinigtes Königreich; † 28. Dezember 1932 in Paris) war ein französischer Radsportler.

## Karriere
Davis nahm 1900 an den Olympischen Spielen in Paris teil. Hier erreichte er im Sprint das Viertelfinale.